# Coupe Mitropa 1987-1988
Navigation
Édition précédente Édition suivante
La Coupe Mitropa 1987-1988 est la quarante-septième édition de la Coupe Mitropa. Elle est disputée par six clubs provenant de quatre pays européens (Italie, Hongrie, Tchécoslovaquie et Yougoslavie).
La compétition est remportée par le club italien du SC Pise, qui bat en finale les Hongrois du Vasas Izzó SC sur le score de trois buts à zéro.

## Compétition

### Groupe A
| Rang | Équipe               | Pts | J | G | N | P | Bp | Bc | Diff |  | Résultats (▼ dom., ► ext.) |     |     |     |
| ---- | -------------------- | --- | - | - | - | - | -- | -- | ---- |  | -------------------------- | --- | --- | --- |
| 1    | Váci Izzo            | 3   | 2 | 1 | 0 | 1 | 7  | 4  | +3   |  | Váci Izzo                  |     |     | 6-0 |
| 2    | Pescara Calcio       | 3   | 2 | 1 | 0 | 1 | 4  | 2  | +2   |  | Pescara Calcio             | 4-1 |     |     |
| 3    | ŠK Slovan Bratislava | 3   | 2 | 1 | 0 | 1 | 1  | 6  | -5   |  | ŠK Slovan Bratislava       |     | 1-0 |     |

### Groupe B
| Rang | Équipe                | Pts | J | G | N | P | Bp | Bc | Diff |  | Résultats (▼ dom., ► ext.) |  |     |     |
| ---- | --------------------- | --- | - | - | - | - | -- | -- | ---- |  | -------------------------- |  | --- | --- |
| 1    | SC Pise               | 4   | 2 | 2 | 0 | 0 | 3  | 0  | +3   |  | SC Pise                    |  | 1-0 | 2-0 |
| 2    | FK Vojvodina Novi Sad | 2   | 2 | 1 | 0 | 1 | 3  | 1  | +2   |  | FK Vojvodina Novi Sad      |  |     | 3-0 |
| 3    | Kaposvári Rákóczi FC  | 0   | 2 | 0 | 0 | 2 | 0  | 5  | -5   |  | Kaposvári Rákóczi FC       |  |     |     |

### Finale
| Équipe 1 | Résultat | Équipe 2      | Date        | Lieu |
| -------- | -------- | ------------- | ----------- | ---- |
| SC Pise  | 3-0      | Vasas Izzó SC | 30 mai 1988 | Pise |